# Maia (Ialomița)
Maia es una comuna ubicada en el distrito de Ialomița, Rumania.

## Superficie
Cuenta con una superficie de 25,94 kilómetros cuadrados.

## Demografía
Hasta 2021 la población era de 1651 habitantes, con una densidad de población de 63,65 habitantes por kilómetro cuadrado.